# Mount Rotoiti
Mount Rotoiti ist ein 2900 m hoher Berg in der antarktischen Ross Dependency. In der Frigate Range der Queen Elizabeth Range ragt er 1,5 km nordöstlich des Mount Pukaki auf.
Die Nordgruppe einer von 1961 bis 1962 durchgeführten Kampagne im Rahmen der New Zealand Geological Survey Antarctic Expedition benannte ihn nach der HMNZS Rotoiti, einer Fregatte der Royal New Zealand Navy, die im antarktischen Patrouillendienst eingesetzt wurde.